# 楽しい里帰り
『楽しい里帰り』（たのしいさとがえり、蘭: Het vrolijk huiswaartskeren、英: The Merry Homecoming）は、オランダ黄金時代の画家ヤン・ステーンが1670-1679年ごろ、キャンバス上に油彩で制作した絵画である。右下に画家の署名がある。作品は現在、アムステルダム国立美術館に所蔵されている。

## 作品
ステーンは宗教画、肖像画、優美な若い女性のいる室内画なども制作したが、第一に酒場や売春宿の場面や陽気な家族の情景によって名声を築いた。そうした絵画で扱われる主題は、過度の飲酒、ふしだらな性道徳、悪い躾 (しつけ) などである。
本作もまた、過度の飲酒を描いている。場面は川岸にある酒場の外に設定され、男性、女性、そして子供の集団が岸に横づけされている手漕ぎ舟に乗り込もうとしている。岸にいる1人の男性が帽子を取って、戸口にいる3人の人物に別れの挨拶をしている。彼らが酒場でかなりの時間をいっしょに過ごしたことは間違いない。中央にいる、よろよろとした足取りでシャツを開いた男性は、横にいる女性の身体に親し気に触れている。彼らの愚かに笑みを浮かべた表情や、戸口でビールのグラスを持った男性の表情から、彼らが完全に酔っぱらった状態であることがわかる。
ステーンの作品によくあるように、このユーモラスで滑稽な情景には道徳的なメッセージが隠されている。画家は、過度の飲酒とその結果生じる不品行に対して警鐘を鳴らしているのである。とりわけ育児に対して目が向けられている。本作では、誰も画面左側奥にいる子供の世話をしていない。そればかりか、大人たちは子供にまさに悪い手本を示している。画面前景右側で母乳を与え、育児をしている女性の存在は重要である。というのは、17世紀のオランダでは、子供は育児をする女性の振る舞いを見て、育児のしかたを身につけると信じられていたからである。